# Harith ibn Hilliza
Al-Ḥārith Ibn Ḥilliza Al-Yashkurī, (en árabe الحارث بن حلزة اليشكري) fue un poeta árabe preislámico de la tribu de Bakr, del siglo VI. Fue autor de uno de los siete famosos poemas preislámicos conocidos como la Mu'allaqat. Pocos detalles de su vida se conocen.

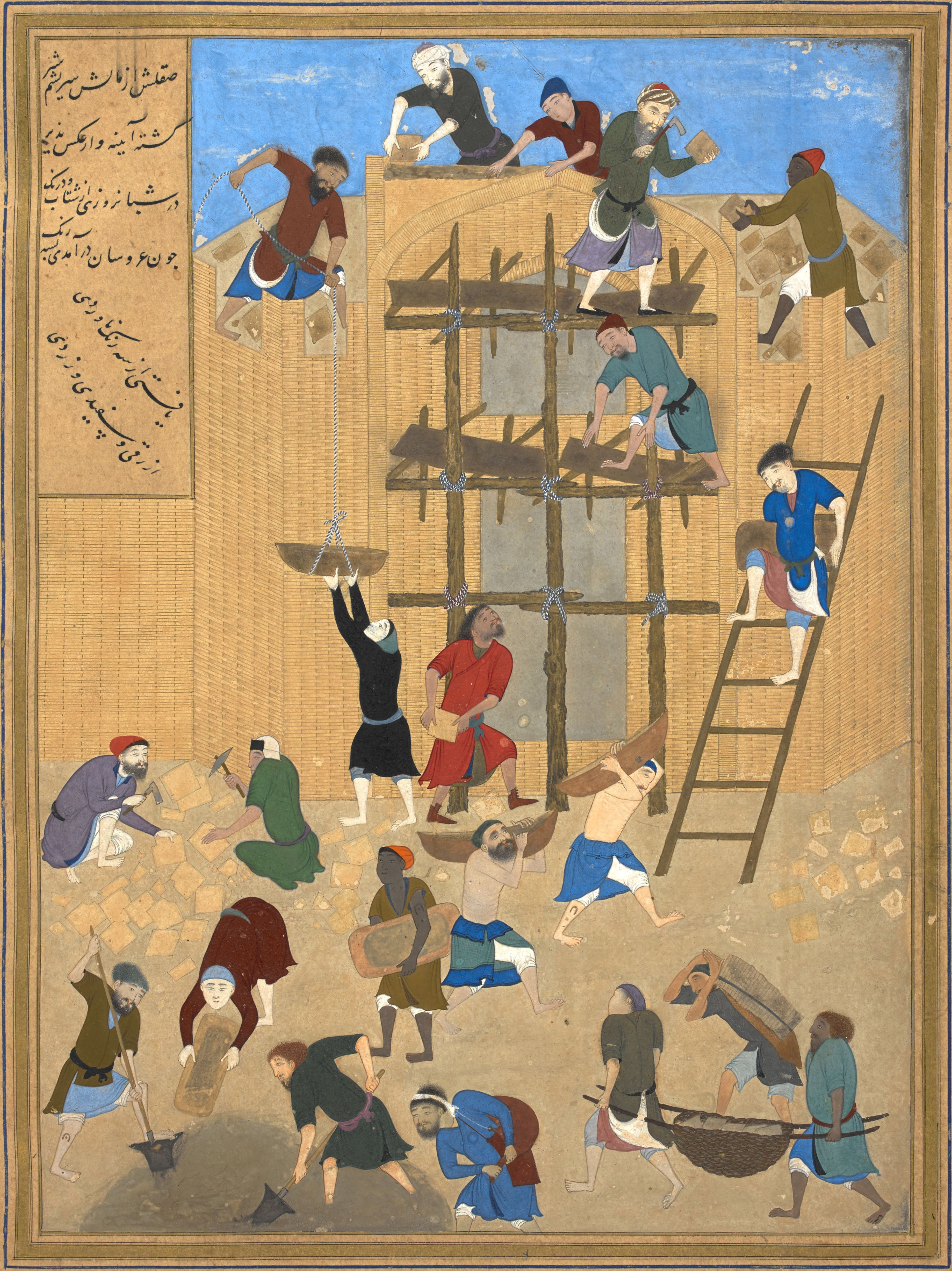
Construcción de la fortaleza Khawarnak en Al-Hira, capital de los Lájmidas.

La historia de la composición de la mu'allaqa de Al-Harith es como sigue. Una disputa había surgido entre los hombres de Taghlib y los de Bakr después de que cierto número de hombres jóvenes Taghlib hubieran muerto en el desierto. Los hombres de Taghlib escogieron a su príncipe, Amr ibn Kulthum, para defender su causa ante 'Amr ibn Hind (asesinado en 569), el rey de al-Hirah en el sur de Irak. Ibn Kulthum abogó por la causa Taghlib recitando la sexta mu'allaqāt. Una disputa surgió entonces entre Ibn Kulthum y Al-Nu'man, el portavoz de los Bakr, por lo que el rey les rechazó a ambos y pidió a Al-Harith que actuara como representante de la tribu Bakr en lugar de Al-Nu'man. Entonces, Al-Harith recitó la séptima mu'allaqa. Se dice que Al-Harith era un hombre viejo por esta época, y afligido con lepra, de modo que se le exigió que recitara su poema desde detrás de una cortina. Se dice que era de nacimiento noble y un guerrero. 
Aunque la mu'allaqa es sobre todo un motivo, intercalado con una adulación al rey 'Amr, empieza convencionalmente en el estilo habitual de una qasida con una breve sección de remordimiento por un amor perdido y una descripción de un viaje en camello. El metro es khafīf.
De los demás poemas de Al-Harith tan solo han sobrevivido algunos fragmentos.